# Alexander Stuart (Politiker)

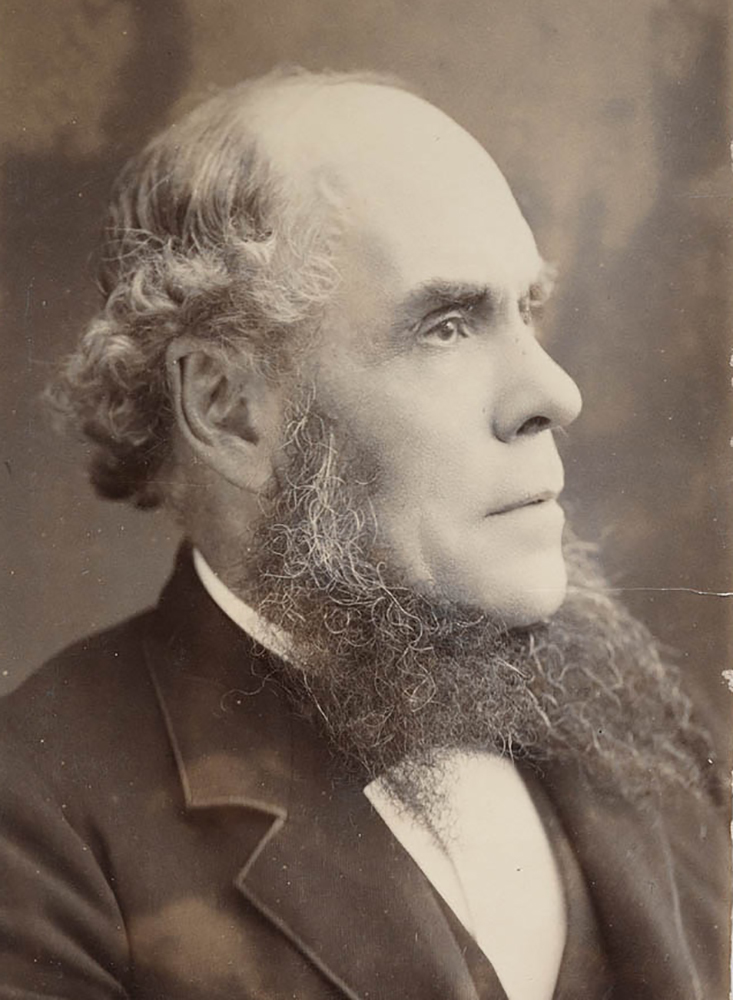
Alexander Stuart

Sir Alexander Stuart, KCMG (* 21. März 1824 in Edinburgh; † 16. Juni 1886 in London) war ein australischer Politiker, der zwischen 1874 und seinem Tode 1886 Mitglied im Parlament von New South Wales sowie von 1879 bis 1880 als Agent-General for New South Wales Vertreter von New South Wales im Vereinigten Königreich. Darüber hinaus war er zwischen 1883 und 1885 Premier von New South Wales.

## Leben

### Familiäre Herkunft, berufliche und unternehmerische Tätigkeiten
Alexander Stuart, Sohn des Siegelschreibers Alexander Stuart und dessen Ehefrau Mary McKnight, besuchte zwischen 1832 und 1835 die Edinburgh Academy und begann später ein Studium an der University of Edinburgh, welches er jedoch nicht beendete. Stattdessen arbeitete er in den Büros von Kaufleuten in Leith und Glasgow sowie im Anschluss als Manager der North Ireland Linen Mills, einer Leinenfabrik in Belfast. Anschließend trat er dem 1834 von William Carr und Dwarkanath Tagore gegründeten Handels- und Bankenunternehmen Carr, Tagore and Company in Kalkutta bei und reiste 1850 erst nach Neuseeland, ehe er im Oktober 1851 in Sydney ankam. Er reiste für einige Monate nach Ballarat, nachdem dort der sogenannte „Victorianische Goldrausch“ ausgebrochen war. Er kehrte nach Neuseeland zurück, wo das von ihm gegründete Schafzuchtunternehmen scheiterte und kehrte daraufhin im August 1852 nach New South Wales zurück. Dort nahm er als Assistenzsekretär bei der 1817 gegründeten Bank of New South Wales auf und wurde in dieser 1853 Assistenzinspektor sowie 1854 mit einem Jahresgehalt von 1.200 Pfund schließlich Inspektor.
1855 wurde Stuart Partner der R. Towns & Company, dessen Gründer Robert Towns der von 1856 bis 1861 sowie zwischen 1863 und 1873 Mitglied des Legislative Council war, sowie nach dem Tode von Towns 1873 schließlich Seniorpartner. 1855 verklagte er den presbyterianischen Geistlichen Reverend John Dunmore Lang wegen krimineller Verleumdung 1855, was zu dessen Haftstrafe von 6 Monaten führte. Er war zwischen 1855 und 1861 erst Direktor und daraufhin 1861 Präsident der Bank of New South Wales. In den 1860er und 1870er Jahren war er Treuhänder der Savings Bank of New South Wales und zeitweise Vorsitzender der Versicherungsgesellschaft Australian General Assurance Company sowie Direktor der Waratah Coal Co., ein Bergbauunternehmen in Newcastle. In den 1860er Jahren investierte er durch die R. Towns & Co. in großem Umfang, allerdings unrentabel in Grundstücke in Queensland. Er war zwischen 1867 und 1876 abermals Direktor der Bank of New South Wales und nahm in den 1870er Jahren umfangreiche Bergbaupachtverträge im Distrikt Illawarra auf.

### Mitglied des Parlaments
Am 9. Dezember 1874 wurde Stuart, der seit den 1850er Jahren ein enger Freund des fünfmaligen Premiers Charles Cowper war, erstmals Mitglied im Parlament von New South Wales und vertrat in der Legislativversammlung (New South Wales Legislative Assembly) vom 9. Dezember 1874 bis zum 25. November 1879 zunächst den Wahlkreis East Sydney. Am 8. Februar 1876 übernahm er sein erstes Regierungsamt und bekleidete im dritten Kabinett von Premier John Robertson bis zum 21. März 1877 das Amt des Schatzministers (Colonial Treasurer). Zugleich fungierte er als Kommissar von New South Wales bei der Centennial Exhibition, die vom 10. Mai bis zum 10. November 1876 in Philadelphia stattfand. Danach war er zwischen 1877 und 1879 noch einmal Direktor der Bank of New South Wales sowie ab Ende der 1870er Jahr Vorsitzender und Eigentümer Coal Cliff Coal Co., Direktor der Trust and Agency Co. of Australia sowie Eigner zweier Dampfschiffe. Trotz seiner zahlreichen wirtschaftlichen Unternehmungen geriet er in wirtschaftliche Schwierigkeiten und musste 1879 fast eine Bankrotterklärung abgeben, von der er sich allerdings im Laufe des Jahres 1880 erholte.
Nachdem er im November 1879 auf sein Abgeordnetenmandat verzichtet hatte, wurde Stuart am 25. November 1879 als Nachfolger von William Forster als Agent-General for New South Wales zum Vertreter von New South Wales im Vereinigten Königreich ernannt. Allerdings trat er von dieser Funktion wegen seiner damaligen wirtschaftlichen Situation bereits im April 1880 zurück, ohne diese tatsächlich angetreten zu haben. Daraufhin wurde am 11. August 1880 Saul Samuel zum neuen Agent-General berufen. Foster selbst wurde am 7. Juli 1880 wieder zum Mitglied der Legislativversammlung gewählt und vertrat nunmehr bis zum 7. Oktober 1885 den Wahlkreis Illawarra. In den 1880er Jahren war er Direktor der Versicherungsgesellschaft National Mutual Life Association of Australasia Limited, des Bergbau- und Kupferhüttenunternehmens Bowenfels Coal Mining and Copper Smelting Company und zwischen 1882 und 1886 der Sydney Exchange Company. Des Weiteren war er auch lokaler Direktor der Versicherungsgesellschaft North British and Mercantile Insurance Company und besaß ferner Immobilien in North Shore im Norden Sydneys.

### Premier von New South Wales
Am 5. Januar 1883 wurde Alexander Stuart schließlich als Nachfolger von Henry Parkes selbst Premier von New South Wales und bekleidete dieses Amt bis zum 6. Oktober 1885, woraufhin George Dibbs von der Protectionist Party seine Nachfolge antrat. In seinem Kabinett bekleidete er zwischen dem 5. Januar 1883 und dem 6. Oktober 1885 das Amt des Kolonialsekretärs (Colonial Secretary) und war zudem vom 29. März bis zum 27. Mai 1883 kommissarischer Sekretär für öffentliche Arbeiten (Acting Secretary for Public Works). Als gläubiger Anhänger der Church of England, der von 1874 bis 1883 Vertreter Sydneys in der Provinzialsynode sowie von 1876 bis 1886 auch in der Generalsynode war, trat er für staatliche Beihilfen für kirchliche Schulen ein. Im Oktober 1884 erlitt er einen Schlaganfall, der ihn gesundheitlich beeinträchtigte.
Für seine langjährigen Verdienste wurde Stuart, der auch Fellow des St. Paul’s College der Universität Sydney war, am 6. Juni 1885 zum Knight Commander des Order of St Michael and St George (KCMG) geschlagen, so dass er fortan den Namenszusatz „Sir“ führte. Nachdem er aus der Legislativversammlung ausgeschieden war, wurde er am 17. November 1885 zum Mitglied des Legislativrates (New South Wales Legislative Council) ernannt, der ersten Kammer des Parlaments, und gehörte dieser bis zu seinem Tod am 16. Juni 1886 an. Er war Mitgründer der Verteidigungsorganisation (Defence Association) der Church of England und 1886 Kommissar für New South Wales auf der Colonial and Indian Exhibition, die in South Kensington stattfand, wo er an Typhus verstarb. Bei seinem Tode hinterließ er ein Vermögen von 83.600 Pfund. Aus seiner am 10. November 1853 in Cobbity geschlossenen Ehe mit Christiana Eliza Wood gingen ein Sohn und drei Töchter hervor.

## Hintergrundliteratur
- David Clune, Ken Turner (Hrsg.): The Premiers of New South Wales. Volume 1: 1856–1901, The Federation Press, Sydney 2006
- R. F. Holder: Bank of New South Wales. A History, Band 1, Sydney 1970